# Xyloperrisia azarae
Xyloperrisia azarae är en tvåvingeart som först beskrevs av Jean-Jacques Kieffer 1903.  Xyloperrisia azarae ingår i släktet Xyloperrisia och familjen gallmyggor. Inga underarter finns listade i Catalogue of Life.